# Peter Nielsen (morder)
 For alternative betydninger, se Peter Nielsen. (Se også artikler, som begynder med Peter Nielsen)
Peter Nielsen (født 1966 i Danmark) er en dansk mand, der er dømt for dobbeltdrab på hans dengang 37-årig ægtefælle Ali Zainab Nielsen og hans dengang 4-årige datter Petra Nielsen ved kvælning.
Ifølge Peter Nielsens egen forklaring lå han og sov da drabene fandt sted i den nigerianske storby Lagos 5. april 2018. Peter Nielsen ringede selv efter politi og læge og fortalte at han havde fundet sin kone og datter døde i deres køkken. Da lægen ankom kunne vedkommende erklære begge døde.

## Retssag
Retssagen mod Peter Nielsen blev forsinket grundet en falsk retsmediciner og COVID-19 og begyndte derfor først i november 2021, selv om Peter Nielsen blev tilbageholdt i 2018. Peter Nielsen nægtede sig skyldig i anklagerne om dobbeltdrab, og hævdede i retten, at det var hans svigerfar, der stod bag drabene.
20. maj 2022 faldt der dom i sagen. Peter Nielsen blev idømt dødsdom ved hængning.
Den dom blev stadfæstet i 2024.
Det videre forløb af sagen er endnu uvist.

## Ofrene
Ali Zainab Nielsen var en nigeriansk musiker og sanger der ofte blev betragtet som Afrikas svar på Beyoncé. Hun var et musikalsk talent på vej til succes. Under kunstnernavnet Alizee var hun en "upcoming" sanger i Nigeria. drabene på hende og parrets fælles datter fik en masse nigerianske kvinderettighedsgrupper til at protestere mod vold mod kvinder.